# 遊佐氏
遊佐氏（ゆさし/ゆざし）は、日本の氏族。藤原北家秀郷流小山氏族と称した。
南北朝時代に三管領と呼ばれた畠山氏に仕え、子孫は河内国、能登国、越中国の守護代を務めた。

## 概要
遊佐氏は摂関家荘園である出羽国飽海郡遊佐郷を本拠とし、荘官の奥州藤原氏の下で在地領主となった。その後、南北朝時代に畠山氏が奥州探題となって赴任すると、その傘下に入って重臣となり、一族はそれぞれ出羽、河内、能登、越中に分かれた。
河内では、弘和2年/永徳2年（1382年）に畠山金吾家の畠山基国が南朝の楠木正儀追討を命じられ、河内に入国すると遊佐国長（長護）が守護代に任じられた。その後、畠山金吾家が畠山政長（畠山尾州家）と畠山義就（畠山総州家）に分かれて争うと、遊佐氏も遊佐長直と就家に分かれて争った。
明応2年（1493年）、畠山政長と遊佐長直が明応の政変により自害する。跡を継いだ遊佐順盛は畠山尚順に仕えたが、遊佐長教の代に畠山稙長に対して下克上を起こし、三好長慶と結んで畠山長経・政国と当主を挿げ替え権勢を誇った。しかし、天文20年（1551年）、長教は刺客に暗殺された。長教の子・遊佐信教も畠山高政・秋高兄弟に仕えるが、不和となった畠山秋高を殺害し、結局、織田信長により天正2年（1574年）河内遊佐氏は滅亡したと言われる。また信教の子・高教は元亀2年（1571年）に生まれ、秀吉・秀頼に仕えたが大坂の陣で豊臣氏は滅び浪人となる。その後は徳川忠長に仕えたが忠長も改易され再び浪人となり、寛永15年（1638年）に没した。高教の養子・長正は徳川頼宣に仕え子孫は紀州藩士となった。 
能登では遊佐秀頼・続光が権力を握ったが、天正9年（1581年）に織田信長により処刑された。

## 歴代当主

### 河内守護代家（畠山氏分裂以前）
1. 遊佐国長 - 法名は長護[6]。畠山基国・満慶・満家の河内守護代[7]。国長以降、河内守護代を務めた遊佐氏当主は河内守を名乗っている[8]。
2. 遊佐国盛 - 畠山満家・持国の河内守護代[7]。嘉吉の変後、守護代は西方国賢に交代している[9]。
  - 遊佐国政（勘解由左衛門尉） - 越中守護代[9]。国盛の子[10]。斎藤因幡入道とともに畠山持永を擁立した[11]。嘉吉の変後に没落[11]。
3. 遊佐国助 - 畠山義就の河内守護代[12]。

### 尾州家被官遊佐氏
1. 遊佐長直 - 畠山政長の河内守護代[13]。
2. 遊佐順盛 - 畠山尚順・稙長の守護代[14]。
3. 遊佐長教 - 順盛の子[15]。
4. 遊佐信教 - 長教の子[16]。

### 総州家被官遊佐氏

#### 遊佐就家家
河内守護代家に相当するとみられる。
1. 遊佐就家（弾正忠、河内守[18]） - 畠山義就・基家の守護代[19]。政長方の遊佐長直を討ったのち、河内守を名乗る[20]。
2. 遊佐堯家（弾正左衛門尉[21]） - 遊佐就盛の子か[22]。畠山義堯の守護代[23]。
3. 遊佐元家（弾正忠[21]） - 畠山在氏・尚誠に仕える[21]。

#### 遊佐盛貞家
越中守護代家に相当すると考えられる。
1. 遊佐盛貞（越中守[17]）
2. 遊佐就盛（中務丞、越中守、河内守[24]） - 就家の跡を継ぎ、河内守に改称した[25]。畠山義英の守護代[26]。
3. 遊佐基盛（孫三郎[25]）
4. 遊佐英盛（孫次郎、中務丞[22]）
5. 遊佐家盛（越中守[22]）

### 能登守護代家
1. 遊佐祐信（美作入道[27]） - 能登遊佐氏の祖[27]。能登畠山氏を創設した畠山満慶の被官となり、守護代として能登に入国した[28]。
2. 遊佐忠光（孫右衛門尉、美作守[27]） - 祐信の子[27]。
3. 遊佐統秀（美作守[29]） - 忠光の子[29]。
4. 遊佐統忠 - 統秀の子[27]。
5. 遊佐秀盛（孫右衛門尉[30]） - 能登遊佐氏の庶流（豊後守家）[31]。嫡流の美作守家に代わり惣領となる[32]。
6. 遊佐総光（孫太郎、四郎右衛門尉[27]） - 統忠の子[27]。秀盛の死去に伴ってか、惣領の地位に就く[33]。
7. 遊佐秀頼（豊後守[29]） - 秀盛の子[29]。総光が戦死したためか、惣領となる[33]。
8. 遊佐続光（四郎右衛門尉、美作守[27]） - 総光の子[27]。天文19年（1550年）に引き起こした七頭の乱の結果、秀頼に取って代わった[34]。
9. 遊佐盛光（孫太郎、四郎右衛門尉、美作守[27]） - 続光の子[27]。